# Championnat de La Réunion de football 1992
Navigation
Édition précédente Édition suivante
Le Championnat de La Réunion de football 1992 était la 43e édition de la compétition qui fut remportée par l'US Stade Tamponnaise. Il s'agit de la première saison où le championnat est appelé D1P (Division 1 Promotionnelle).

## Classement
| Rang | Équipe                   | Pts | J  | G  | N  | P  | Bp | Bc | Diff |
| ---- | ------------------------ | --- | -- | -- | -- | -- | -- | -- | ---- |
| 1    | US Stade Tamponnaise (T) | 61  | 22 | 17 | 5  | 0  | 52 | 11 | +41  |
| 2    | CS Saint-Denis           | 52  | 22 | 11 | 8  | 3  | 35 | 25 | +10  |
| 3    | SS Saint-Pauloise        | 46  | 22 | 6  | 12 | 4  | 31 | 22 | +9   |
| 4    | JS Saint-Pierroise (C)   | 45  | 22 | 7  | 9  | 6  | 25 | 21 | +4   |
| 5    | SS Saint-Louisienne      | 44  | 22 | 7  | 8  | 7  | 30 | 23 | +7   |
| 6    | SS Jeanne d'Arc          | 43  | 22 | 5  | 11 | 6  | 23 | 31 | -8   |
| 7    | MJC Sainte-Suzanne (P)   | 42  | 22 | 4  | 12 | 6  | 20 | 26 | -6   |
| 8    | US Saint-Andréenne       | 41  | 22 | 5  | 9  | 8  | 28 | 30 | -2   |
| 9    | AS Marsouins             | 41  | 22 | 7  | 5  | 10 | 24 | 33 | -9   |
| 10   | US Possession            | 40  | 22 | 7  | 4  | 11 | 22 | 32 | -10  |
| 11   | SS Gauloise              | 37  | 22 | 5  | 5  | 12 | 16 | 33 | -17  |
| 12   | SS Patriote              | 36  | 22 | 4  | 6  | 12 | 20 | 39 | -19  |

|  | Relégation en 2e division |